# El alquimista (relato)
El alquimista (The Alchemist en inglés) es un relato de terror de H. P. Lovecraft, escrito en 1908, cuando Lovecraft tenía entre 17 y 18 años, y publicado por primera vez en la edición de noviembre de 1916 de The United Amateur.
El gran renovador de la literatura de terror en el siglo XX se inclinó en esta temprana ficción por el clásico cuento gótico al estilo de Le Fanu y Lewis, lejos de su habitual y reconocible «horror cósmico», presente en los mitos de Cthulhu.

## Argumento
En lo alto de la cima de un montículo escarpado, de falda cubierta por árboles selváticos, se yergue la mansión de Antoine, último conde de C. El terreno circundante es salvaje y accidentado. Sus torreones, ahora demolidos por las tormentas y el paso del tiempo, fueron siglos atrás una de las más temidas fortalezas francesas, nunca invadida. Pero ahora la miseria ha oscurecido su antiguo esplendor, pues la altanería de los menguados descendientes ha impedido el ejercicio del comercio.
En una de sus lóbregas estancias nació Antoine. Su vida ha sido atormentada: su madre murió en el parto y su padre, alcanzado por una piedra desprendida del ruinoso castillo, tan sólo un mes después. Ha sido criado por el anciano Pierre, el único servidor que quedaba, el cual, dada la alta cuna de su pupilo, le impidió que se relacionara con los niños de las moradas desperdigadas en el llano de los alrededores, a causa de la plebeyez de estos. Aunque por encima de esto, para evitar que oyese los rumores que corrían entre los aldeanos sobre la maldición que afligía a su linaje.
Aislado, se dedica a leer oscuros libros de la biblioteca y a pasear por el bosque de la falda de la colina, convertido en un ser melancólico.
Gracias a la lengua desatada por la senilidad de Pierre, Antoine conoce que dicha maldición impide sobrepasar a los portadores del título condal la edad de 32 años. Al cumplir los 22, el sirviente le entrega un documento familiar que confirma sus temores:
En el siglo XIII, cuando el castillo era inexpugnable, vivió en una choza cercana un anciano de siniestra reputación: Michel «Mauvais» (‘Malhadado’). La magia negra y la alquimia no le eran desconocidas. Tampoco a su hijo, Charles «Le Sorcier» (‘El Brujo’). Por lo que las gentes de bien los evitaban. A Michel se le señalaba como el responsable de la muerte de su mujer, quemada viva en sacrificio al diablo, y de la desaparición de varios hijos de campesinos. Pero cuando el joven Godfrey, hijo del conde Henri, desaparece, este, enloquecido, acude a la choza del anciano y en el forcejeo con él, lo mata. Godfrey, que se había ocultado en una estancia del castillo, es encontrado sano y salvo. Charles Le Sorcier, conocido lo ocurrido, maldice al conde:

Nunca sea que un noble de tu estirpe homicida

Viva para alcanzar mayor edad de la que ahora posees.

Tras lo cual le arroja al rostro una redoma de líquido incoloro, esfumándose luego en la noche. De resultas, el conde muere a los 32 años. También a esta edad muere Godfrey en un accidente de caza, así como todos sus sucesores.
Antoine se convence de que él correrá la misma suerte. Se aplica entonces en la adquisición de saber demonológico y alquímico, buscando un hechizo que le libere de la maldición. En cualquier caso, extinguidas las restantes ramas de la familia, decide no casarse para poner así fin a la maldición si no logra evitarla.
Con 30 años, queda en total aislamiento en el castillo al morir Pierre. Lo entierra con sus propias manos. Se dedica a deambular, accediendo a tenebrosas estancias no holladas durante siglos, asumiendo paulatinamente su fatal destino, preguntándose cómo le alcanzará la maldición. Así, accede por una trampilla a un pasadizo subterráneo al final del cual se topa con una maciza puerta de roble que no logra abrir. Al volver sobre sus pasos, de pronto,

Escuché crujir la pesada puerta a mis espaldas, girando lentamente sobre sus oxidados goznes.

Aterrado, se da la vuelta, encarando la puerta. En su umbral, una figura humana, casi fantasmal, destellando odio por sus ojos, le relata en un latín medieval, cómo Charles Le Sorcier, el hijo de Michel, regresó para matar a Godfrey, y ocultándose en la estancia subterránea, donde se puso a la búsqueda del elixir de la eterna juventud, mató luego al hijo de este, y a todos los que le sucedieron, cuando iban cumpliendo la infausta edad.
El misterioso extraño esgrime una redoma de cristal con la intención de arrojarle su contenido, pero Antoine, saliendo de su pasmo, le arroja antes su antorcha, prendiendo el fuego su túnica medieval. Antoine, exhausto por la visión, cae desmayado.
Al recobrar el conocimiento, sumido en la oscuridad, con eslabón y pedernal, enciende «la antorcha de repuesto». Frente a la puerta abierta, yace un cuerpo retorcido y achicharrado. Venciendo su curiosidad al terror, accede a la estancia, descubriendo lo que parece el laboratorio de un alquimista, con una abertura que da al exterior. Al salir, pasa junto a los restos abrasados, que parecen exhalar débiles sonidos. Horrorizado, Antoine, no obstante, se inclina sobre la yacente figura. Los ojos de ésta se abren de par en par y sus labios agrietados, balbucientes, logran al fin despegarse y articular unas palabras antes del último suspiro: ¡Necio! —le espeta a un atónito Antoine— ¿es que no tienes las suficientes neuronas en el cerebro para comprender que, tras descubrir al fin el elixir de la eterna juventud,

He vivido durante seiscientos años para perpetuar mi venganza, PORQUE YO SOY CHARLES LE SORCIER!